# What's a Woman?
Singles de Vaya Con Dios
Johnny (en)
(1989) Nah Neh Nah
(1990)
What's a Woman? est une chanson du groupe belge Vaya Con Dios, parue sur leur deuxième album studio Night Owls. Elle est sortie en single en avril 1990 sous le label Ariola Records.
La chanson a remporté le succès dans de nombreux pays européens, arrivant la première place des classements en Belgique et aux Pays-Bas et en atteignant le top 5 en France. À ce jour, c'est la chanson de Vaya Con Dios ayant obtenu le plus de succès.

## Thème
La chanson traite des « difficultés entre les hommes et les femmes, qui ont besoin les uns des autres d'une part, mais qui ont parfois du mal à se comprendre d'autre part ».

## Historique
En 2006, le groupe a réenregistré la chanson en duo avec le chanteur américain Aaron Neville, disponible sur la compilation du groupe, The Ultimate Collection. À propos de cette version avec Aaron Neville, Dani Klein explique dans une interview : « Nous discutions de l'ensemble du projet chez Sony BMG et ils m'ont demandé : « Avec qui aimeriez-vous faire un duo ? » La première personne qui m'est venue à l'esprit a été Aaron Neville, car je l'avais vu il y a quelques mois ici à Bruxelles et j'avais été stupéfaite par sa voix ! Cet homme a une voix unique... sa voix est incomparable. La chanson dit : « Qu'est-ce qu'une femme si un homme ne la traite pas correctement ? » Et le fait que ce soit un homme qui la chante lui donne une autre dimension. J'ai trouvé cela intéressant ».

## Accueil commercial
En France, c'est la chanson du groupe ayant eu le plus de succès, restant à la cinquième place du Top 50 pendant trois semaines. Aux Pays-Bas, la chanson est restée trois semaines à la première place du Top 40 néerlandais pendant l'été 1990 et a également atteint la première place du Nationale Hitparade. C'est le premier et le seul succès no 1 de Vaya Con Dios aux Pays-Bas. La chanson est restée dans le classement pendant 15 semaines, ce qui lui a valu la cinquième place dans le classement annuel de 1990, avec 440 points. En Belgique, la chanson a connu un succès encore plus important, passant huit semaines à la première place de l'Ultratop 50 flamand.

## Liste des titres
| A. | What's a Woman? | 3:56 |
| B. | Far Gone Now    | 3:08 |

| A1. | What's a Woman? (version longue) | 3:56 |
| B1. | Far Gone Now                     | 3:08 |
| B2. | I Sold My Soul                   | 4:56 |

## Crédits
Crédits adaptés de Discogs.
Vaya Con Dios
- Dani Klein : chant, chœurs, paroles, composition
- Dirk Schoufs : contrebasse, composition, chœurs, arrangements
- Jean-Michel Gielen : composition, guitare acoustique, arrangements

## Classements et certifications
| Classement (1990–91)                   | Meilleure position |
| -------------------------------------- | ------------------ |
| Allemagne (GfK Entertainment)          | 11                 |
| Autriche (Ö3 Austria Top 40)           | 7                  |
| Belgique (Flandre Ultratop 50 Singles) | 1                  |
| Europe (Eurochart Hot 100)             | 28                 |
| Europe (European Airplay Top 50)       | 10                 |
| Finlande (Suomen virallinen lista)     | 14                 |
| France (SNEP)                          | 5                  |
| Pays-Bas (Nederlandse Top 40)          | 1                  |
| Pays-Bas (Nationale Hitparade)         | 1                  |
| Suisse (Schweizer Hitparade)           | 6                  |

| Classement (1990)              | Position |
| ------------------------------ | -------- |
| Allemagne (GfK Entertainment)  | 55       |
| Autriche (Ö3 Austria Top 40)   | 8        |
| Belgique (Flandre Ultratop)    | 1        |
| Europe (Eurochart Hot 100)     | 47       |
| France (SNEP)                  | 42       |
| Pays-Bas (Nederlandse Top 40)  | 5        |
| Pays-Bas (Nationale Hitparade) | 7        |
| Suisse (Schweizer Hitparade)   | 7        |

| Classement (1990–1999)       | Position |
| ---------------------------- | -------- |
| Autriche (Ö3 Austria Top 40) | 32       |
| Belgique (Flandre Ultratop)  | 23       |

### Certifications
| Pays                                                                                                   | Certification | Ventes certifiées |
| --- | ------------- | ----------------- |
| Autriche (IFPI Autriche)                                                                               | Or            | 25 000*           |
| Pays-Bas (NVPI)                                                                                        | Or            | 75 000^           |
| *Ventes selon la certification ^Mise en rayon selon la certification xNon précisé par la certification |               |                   |

## Dans la culture populaire
La chanson figure dans le film suédois de 2000 Ailes de Verre (en) (Vingar av Glas), avec Alexander Skarsgård.